# Boreel (gemaal)
Het Boreel is een poldergemaal en rijksmonument in Middelburg in de provincie Zeeland. 

## Geschiedenis
Het duurde tientallen jaren voordat de Polder Walcheren het besluit nam om een gemaal te laten bouwen. In 1910 deden 104 boeren uit het midden van Walcheren een verzoek om een gemaal te bouwen. Hun land stond maanden onder water, maar boeren actief op hooggelegen gronden verzetten zich tegen de komst van een gemaal. Zij zouden ook moeten meebetalen aan het gemaal terwijl zij geen wateroverlast ervaarden. De zomer van 1927 was kletsnat en de boeren op de hoge gronden werden ook getroffen waardoor zij de plannen voor een gemaal steunden. Het verschil tussen het water in de polder en het Kanaal door Walcheren is bijna drie meter, de polder ligt op NAP −1,80 meter en het waterpeil in het kanaal op +0,75-0,95 meter.
Het gemaal werd in 1929 gebouwd door aannemer W. Diepstraten uit Made in opdracht van de toenmalige Polder Walcheren en vernoemd naar jhr. ir. Jacob Lucas Boreel die van 1921 tot 1939 hoofd van de technische dienst van het Waterschap was. Het gebouw dat werd uitgevoerd in een kubistisch expressionistische stijl is gelegen aan het Kanaal door Walcheren en bemaalt de polders van het eiland Walcheren ten westen van het kanaal.
Oorspronkelijk was het gemaal uitgerust met twee centrifugaalpompen van het fabricaat Stork met een capaciteit van 180 m³/minuut die elektrisch aangedreven werden. In oktober 1944 is Walcheren geïnundeerd, dit om de Duitse bezetter te verdrijven, en is het gemaal door waterschade ruim een jaar buiten werking. In 1953 werd een derde Stork-centrifugaalpomp bijgeplaatst met een capaciteit van 385 m³/minuut die aangedreven werd door een zescilinder dieselmotor van het type Stork-Hesselman.
In 1996 werden de twee elektromotoren vervangen door elektromotoren van Voith-Elin met een vermogen van 136 kW. Twee jaar later werd de dieselmotor vervangen door een Voith-Elin elektromotor van 450 kW en het gemaal werd volledig geautomatiseerd. De dieselmotor is bewaard gebleven in het gemaal.
Het gemaal kreeg in 1997 de status van rijksmonument wegens zijn typologische en architectuurhistorische waarde, van belang wegens zijn gaafheid en het nog steeds functioneren van de machinerie.
Het gemaal valt onder het Waterschap Scheldestromen.

## Galerij

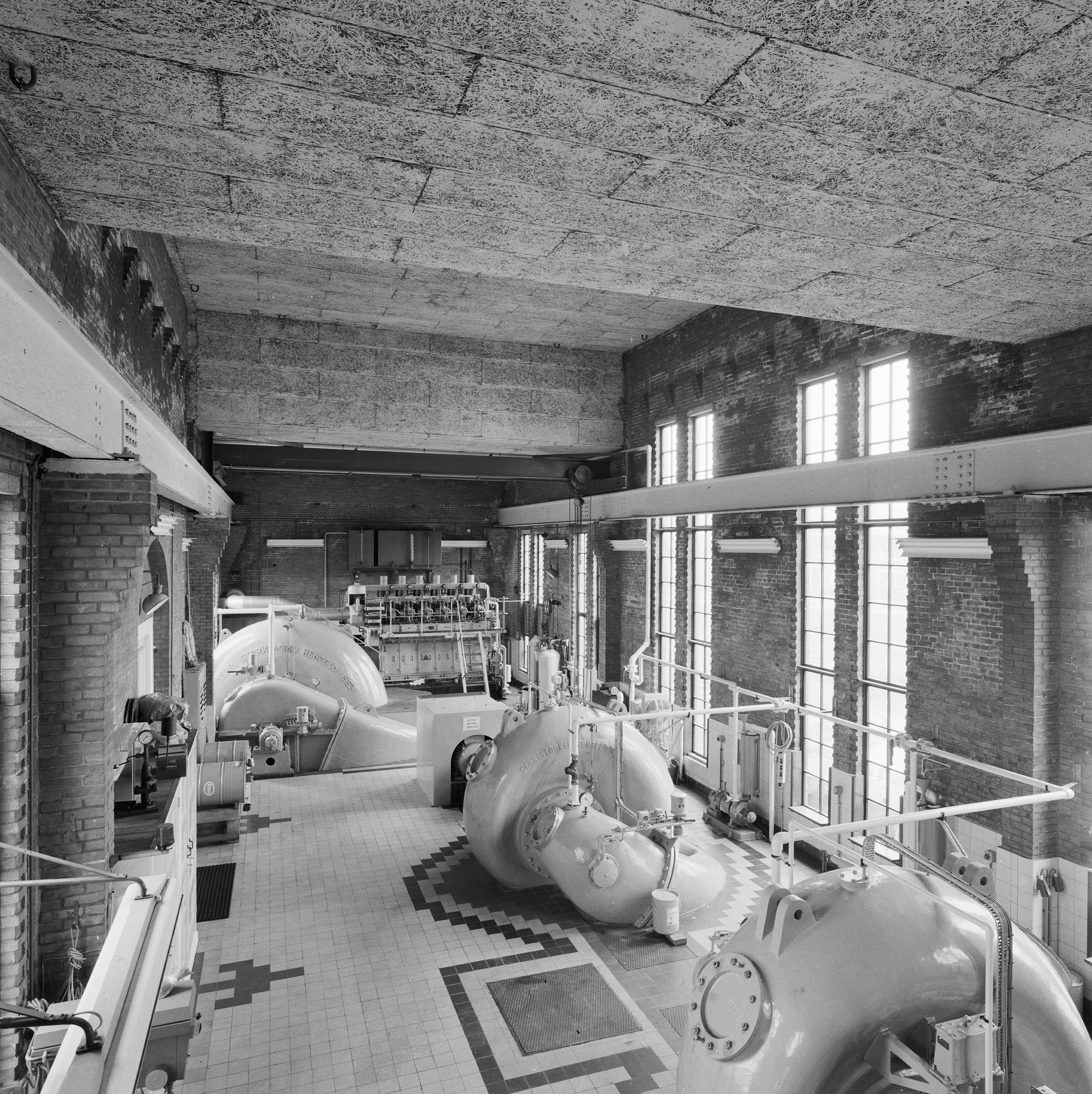
Interieur met de centrifugaalpompen
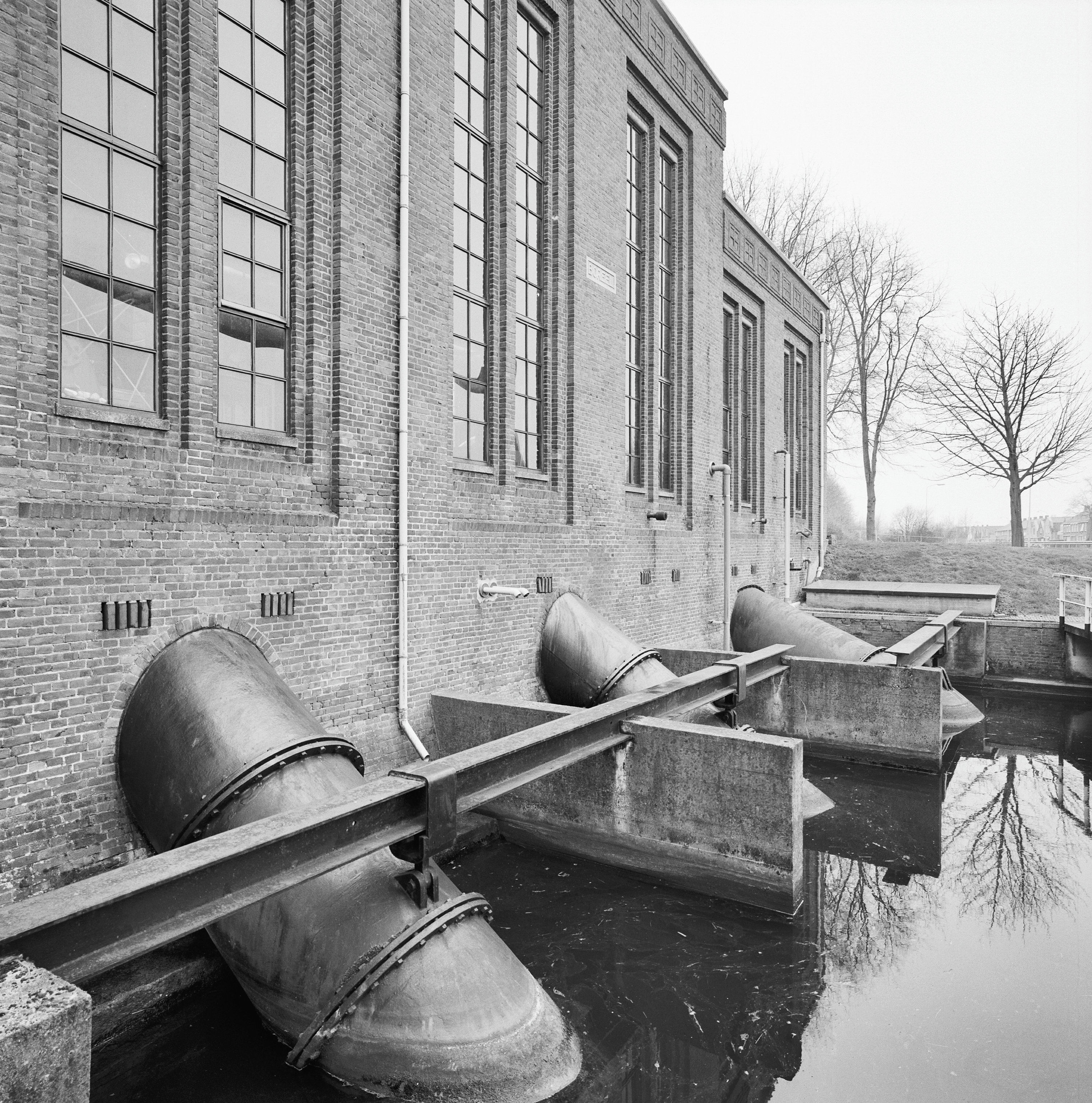
Aanvoer van het water
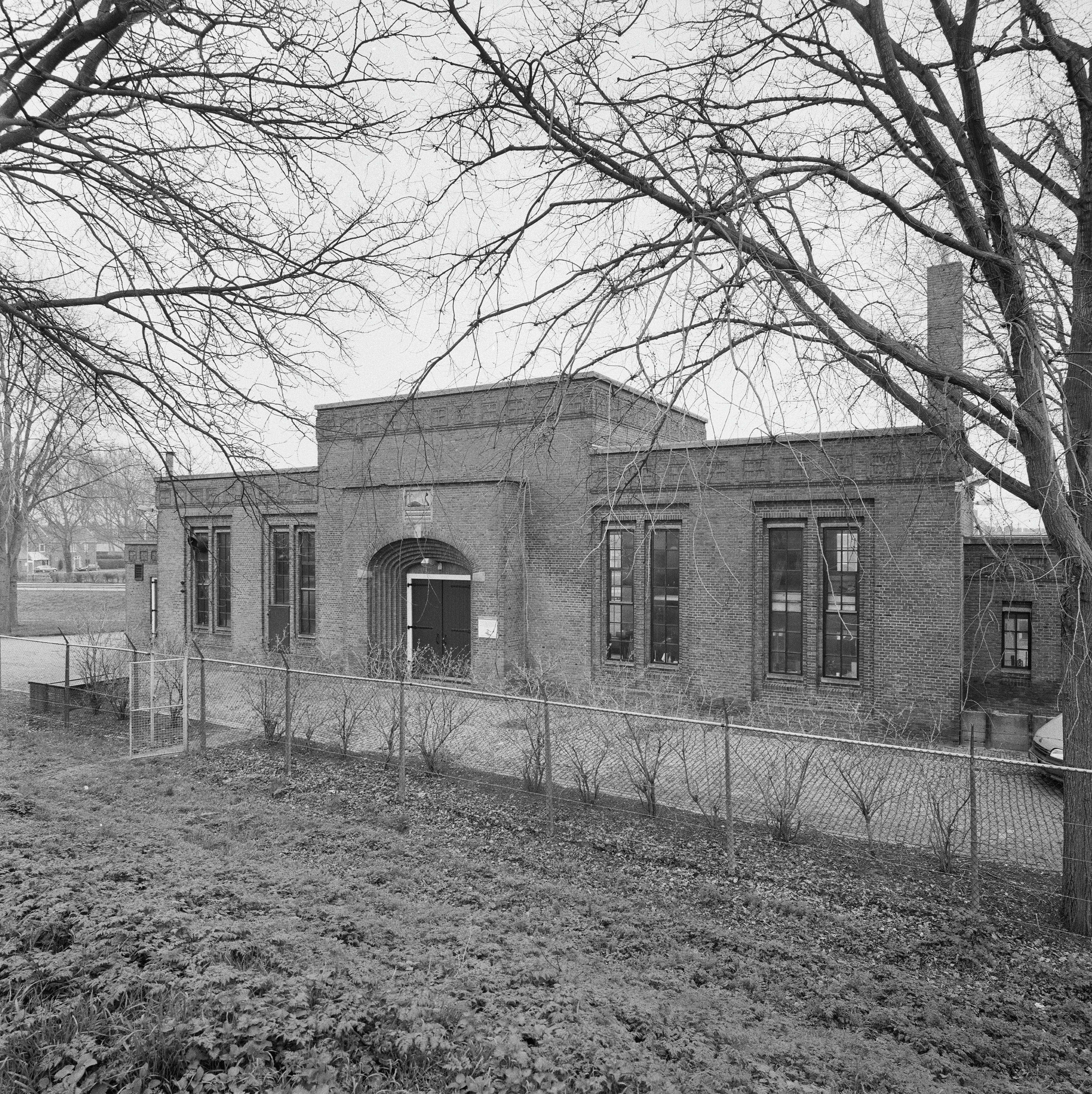
Voorgevel